# インダストリアル・ライト&マジック
インダストリアル・ライト&マジック（Industrial Light & Magic）は、ジョージ・ルーカスによって1975年5月26日に設立されたアメリカ合衆国の特殊効果及び視覚効果の制作会社である。ルーカスが設立した映画制作会社ルーカスフィルムの一部門であり、「スター・ウォーズ」（現在ではスカイウォーカー・サーガのエピソード4）のオリジナル版の制作を開始した際に誕生した。
ILMはカリフォルニア州ヴァン・ナイズで設立され、その後1978年にサン・ラファエルに移転し、2005年からはサンフランシスコ・プレシディオにあるレターマン・デジタル・アーツセンターを拠点としている。2012年、ウォルト・ディズニー・カンパニーはルーカスフィルム買収の一環としてILMを買収した。2024年現在、インダストリアル・ライト＆マジックはアカデミー視覚効果賞を15回受賞している。

## 歴史
1975年7月、当時『スター・ウォーズ』を作ろうとしていたジョージ・ルーカスが、今までにない特殊効果を生み出したいと考え、カリフォルニア州、ロサンゼルス郊外のヴァン・ナイスに最初のILMを開設した。 ジョン・ダイクストラを中心としたモーション・コントロール・カメラの開発など一作目の『スター・ウォーズ』のSFX/VFXはここで開発、撮影をした。しかし制作終了後、ギャランティの問題などでダイクストラはルーカスと訣別、同社はそのまま彼のスタジオ「アポジー」に移行した。この社屋は現在はモデル制作、レンタル・スタジオのグラント・マッキューン・デザイン社が使用している。グラント・マッキューンは一作目の『スター・ウォーズ』以来、アポジーを経て、ずっとこの場所で模型を作っている。
1978年、サンフランシスコ郊外のマリンカウンティ、サン・ラファエルにリチャード・エドランド、デニス・ミューレン、フィル・ティペット、ケン・ローストンら残留スタッフを中心に新たなILMを設立。『スター・ウォーズ/帝国の逆襲』以後、2004年までILMはこのサン・ラファエルのスタジオでSFX/VFXの仕事をした。
ルーカスが1979年に設立したCG/ハードメーカー部門が1986年にピクサーとしてルーカスフィルムから独立した後に、ILMは新たに1987年にCGI部門を設立。以後、CGI、デジタル合成、デジタルリムーバル、モーフィングなどその後のデジタルVFXの研究、開発、発展に大きな貢献した。
1999年にHDRI画像ファイルフォーマット「OpenEXR」を開発し、2003年に公のものとして発表。
2005年にサンフランシスコのレターマン・デジタル・アーツセンターに移転。VFX/CGI専門のスタジオになり、2009年現在1500人の社員が働いている。
現在、サン・ラファエルの巨大なスタジオは元ILMアナログ製作部門のスタッフによって、カーナー・オプチカル（Kerner Optical）社として活動している。同社はミニチュア制作、アニマトロニクス制作、モーション・コントロール撮影、スタジオのレンタル、3D映画の撮影、2D→3D変換サービス等を行なっている。ちなみにこの社名は、ILM時代に所在を隠すために掲げていた偽の看板の社名をそのまま流用している。
2006年、シンガポールに支社を設立。
2007年までにアカデミー視覚効果賞を15回受賞（2023年時点で受賞は2006年の『パイレーツ・オブ・カリビアン/デッドマンズ・チェスト』が最後）。さらにこれとは別に約20のノミネートを受けている。また、22のアカデミー技術賞も受賞している。
輝かしい功績の一方、1986年には『ハワード・ザ・ダック/暗黒魔王の陰謀』という迷作に関わってしまったことから、第7回ゴールデンラズベリー賞の最低視覚効果賞を受賞。
『スター・ウォーズ』シリーズの他にも、『インディ・ジョーンズ』シリーズ等のスピルバーグ作品や、その他多くの作品の特殊効果/視覚効果を手がけており、近年では『パイレーツ・オブ・カリビアン』シリーズや『ハリー・ポッター』シリーズ、『トランスフォーマー』等のVFXも制作している。
2011年に同社初のフルCGアニメーション作品『ランゴ』でアカデミー長編アニメ映画賞を受賞。同年、カナダ・バンクーバーに支社を設立。
2012年10月30日、ウォルト・ディズニー・カンパニーがルーカスフィルムを買収したため、ILMもディズニーの傘下となった。ディズニーはILMの運営をすぐに変更する計画はないと述べたが、翌年4月までにスタッフのレイオフを開始した 。2013年4月のルーカスアーツの再編に伴い、ILMはスタッフが溢れかえりILMの視覚効果部門のみを担当するために人員が削減されたILMは2014年10月15日、ロンドンのソーホー地区に本社を置くロンドン・スタジオを開設した。

## これまでの軌跡
- 1975年: ビスタビジョンを復元、モーション・コントロール・カメラを初使用（『スター・ウォーズ エピソード4/新たなる希望』）
- 1980年: 『スター・ウォーズ エピソード5/帝国の逆襲』のクリーチャー、トーントーンのアニメーションにゴー・モーションが初めて使用される。
- 1982年: 『スタートレックII カーンの逆襲』の「ジェネシス計画」において、初めてCGを駆使した映像を製作。 (それ以前の『スター・ウォーズ エピソード4／新たなる希望』のCGはILMの外部で行われた）。
- 1985年: 『ヤング・シャーロック/ピラミッドの謎』の "ステンドグラスの騎士"が初めてCGのキャラクターである。
- 1988年: モーフィングを使った初めての作品（『ウィロー』）
- 1989年: 『インディ・ジョーンズ/最後の聖戦』のクライマックスで、デジタルを駆使した実写映像の初の合成を披露。
- 1989年: 『アビス』のクリーチャー 「シュードポッド」（偽足）と名付けられた3Dキャラクターが初めてCGで作られ、感情を表現した。
- 1991年: 『フック』で、従来のマットペインティングを3Dジオメトリに対応させ、カメラの視差を可能にした。
- 1991年: 『ターミネーター2』のT-1000が、初めて一部CG化されたメインキャラクターとなる。
- 1992年: 『永遠に美しく…』で、初めて人間の肌の質感をコンピュータで再現。
- 1993年: 『ジュラシック・パーク』の恐竜が、初めてデジタル技術で完全かつ細部まで再現され、ILMは13回目のオスカーを獲得。
- 1994年: 『フォレスト・ガンプ/一期一会』の登場人物に、歴史的映像やストック映像のデジタル処理を初めて大々的に使用。
- 1995年: 『キャスパー』で、初めて主役となる、明確な個性と感情を持ったCGキャラクターを登場させる。
- 1995年: 『ジュマンジ』で、初めてフォトリアリスティックな毛髪と毛皮をCG化（ライオンとサルに使用）。
- 1996年: 『ドラゴンハート』で、初めて完全にCG化されたメインキャラクター、ドラコが登場。
- 1999年: 『ハムナプトラ/失われた砂漠の都』のイムホテップがCGキャラクターとして初めて完全な人間の骨格を持つ。
- 1999年: 『スター・ウォーズ エピソード1/ファントム・メナス』のジャージャービンクスが初めてモーションキャプチャーを使用した実写映画の中で完全にCG化されたキャラクターとなる。
- 2000年: OpenEXR画像フォーマットを作成。
- 2006年: コンピュータ・ビジョン技術を使って撮影現場の実写パフォーマーを追跡するiMocapシステムを開発。映画『パイレーツ・オブ・カリビアン/デッドマンズ・チェスト』のデイヴィ・ジョーンズと船員の映像制作に使用される。
- 2011年: ILMが製作した初の長編アニメーション『ランゴ』。
- 2019年: 『マンダロリアン』でリアルタイムレンダリング（Unreal Engineを使用）とデジタルLEDディスプレイをバーチャルセットとして初めて使用した（ステージクラフトまたはThe Volumeとして知られる）。

## 有名なクリエイターとクライアント
Photoshopは、画像処理ソフトとしてインダストリアル・ライト＆マジックで初めて使用された。Photoshopは、ILMの視覚効果スーパーバイザーであるジョン・ノールと弟のトーマスがひと夏のプロジェクトとして作成した。『アビス』で使用された。ノール兄弟は、この映画の公開直前にプログラムをアドビに売却した。トーマス・ノールは現在もアドビでPhotoshopの開発に携わっており、Photoshopのスプラッシュ・スクリーンに登場する。ジョン・ノールは現在もILMの視覚効果スーパーバイザーとして活躍しており、『ローグ・ワン/スター・ウォーズ・ストーリー』の制作総指揮兼脚本家のひとりである。
ジョージ・ルーカスのための仕事に加え、ILMはスティーヴン・スピルバーグが監督・製作する多くの映画でも協力している。デニス・ミューレンは、これらの作品の多くでコンピューター・アニメーション・スーパーバイザーを務めている。1993年の『ジュラシック・パーク』では、ILMはViewpaintというプログラムを使用し、視覚効果アーティストがCGモデルの表面に色やテクスチャを自由にペイントできるようにした。元ILMのCGアニメーター、スティーブ・"スパズ"・ウィリアムズによれば、CGの恐竜が登場するショットが完成するまでに1年近くかかったという。この映画は、CGを使った画期的な映像として注目され、視覚効果の歴史に残る作品として評価されている。また、1994年の『フォレスト・ガンプ』などでは、道路を広くしたり、エキストラをデジタル合成で増やしたり、アーカイブ映像に役者を合成するなど、細部にまでこだわった特撮も手がけている。
アダム・サベージ、グラント・イマハラ、そして『MythBusters』で有名なトリー・ベルチもILMで働いていた。
ILMはコマーシャルでも有名である。そのクライアントには、エナジャイザーやオールズモビルなどがある。また、2012年にイギリスで放送されたボーダフォンのCMシリーズでは、ヨーダのアニメーションも手がけている。
俳優のマシ・オカは、プログラマーとして『シスの復讐』などILMの主要作品に携わった後、NBCの番組『HEROES』にヒロ・ナカムラ役で出演した。
アメリカの映画監督デヴィッド・フィンチャーは、1980年代前半に4年間ILMに勤務していた。
映画監督のジョー・ジョンストンは、視覚効果アーティストであり、アートディレクターでもあった。
映画監督のマーク・A・Z・ディッペは、1997年に公開された『スポーン』を監督した視覚効果アニメーター。
日本人では山口圭二、3DCGモデラーの成田昌隆、コンセプトアーティストの田島光二らが在籍している。また、マットペイントアーティストの上杉裕世などが在籍していたことも有名である。

## ILM 作品一覧
※インターネット・ムービー・データベースおよび会社サイトより引用。

### VFX

#### 1970年代 - 1980年代
| 年     | 邦題/原題 | 監督                                        | スタジオ & 配給                                                 | 予算        | 興行収入     |
| ------ | --- | ------------------------------------------- | --------------------------------------------------------------- | ----------- | ------------ |
| 1977年 | スター・ウォーズ （「スター・ウォーズ エピソード4/新たなる希望」）/Star Wars （Star Wars: Episode IV - A New Hope）                                                         | ジョージ・ルーカス                          | 20世紀フォックス ルーカスフィルム                               | $11,000,000 | $775,500,000 |
| 1980年 | スター・ウォーズ/帝国の逆襲 （「スター・ウォーズ エピソード5/帝国の逆襲」）/The Empire Strikes Back （Star Wars: Episode V - The Empire Strikes Back）                      | アーヴィン・カーシュナー                    | 20世紀フォックス ルーカスフィルム                               | $33,000,000 | $547,900,000 |
| 1981年 | レイダース/失われたアーク《聖櫃》/ （「インディ・ジョーンズ レイダース/失われたアーク《聖櫃》」）/Raiders of the Lost Ark （Indiana Jones and the Raiders of the Lost Ark） | スティーヴン・スピルバーグ                  | パラマウント・ピクチャーズ ルーカスフィルム                     | $18,000,000 | $389,900,000 |
| 1981年 | ドラゴンスレイヤー/Dragonslayer | マシュー・ロビンス                          | パラマウント・ピクチャーズ ウォルト・ディズニー・プロダクション | $18,000,000 | $14,000,000  |
| 1982年 | コナン・ザ・グレート/Conan the Barbarian | ジョン・ミリアス                            | ユニバーサルピクチャーズ 20世紀フォックス                       | $20,000,000 | $68,900,000  |
| 1982年 | スタートレックII カーンの逆襲/Star Trek II: The Wrath of Khan | ニコラス・メイヤー                          | パラマウント・ピクチャーズ                                      | $11,200,000 | $97,000,000  |
| 1982年 | E.T./E.T.: The Extra-Terrestrial （2002年には20周年記念の再上映も行われた。）                                                                                               | スティーヴン・スピルバーグ                  | ユニバーサル・ピクチャーズ アンブリン・エンターテインメント     | $10,000,000 | $792,900,000 |
| 1982年 | ダーククリスタル/The Dark Crystal | ジム・ヘンソン & フランク・オズ             | ユニバーサル・ピクチャーズ                                      | $15,000,000 | $40,000,000  |
| 1982年 | ポルターガイスト/Poltergeist | トビー・フーパー                            | メトロ・ゴールドウィン・メイヤー                                | $10,700,000 | $121,700,000 |
| 1983年 | スター・ウォーズ/ジェダイの復讐 （「スター・ウォーズ エピソード6/ジェダイの帰還」）/Return of the Jedi （Star Wars: Episode VI - Return of the Jedi）                       | リチャード・マーカンド                      | 20世紀フォックス ルーカスフィルム                               | $42,700,000 | $480,000,000 |
| 1983年 | 夢の国/Twice Upon a Time | チャールズ・スウェンソン & ジョン・コーティ | ワーナー・ブラザース                                            | $3,000,000  | TBC          |
| 1984年 | インディ・ジョーンズ/魔宮の伝説/Indiana Jones and the Temple of Doom | スティーヴン・スピルバーグ                  | パラマウント・ピクチャーズ ルーカスフィルム                     | $28,200,000 | $333,100,000 |
| 1984年 | スタートレックIII ミスター・スポックを探せ!/Star Trek III: The Search for Spock                                                                                             | レナード・ニモイ                            | パラマウント・ピクチャーズ                                      | $16,000,000 | $87,000,000  |
| 1984年 | ネバーエンディング・ストーリー/The NeverEnding Story | ウォルフガング・ペーターゼン                | ワーナー・ブラザース                                            | $27,000,000 | $100,000,000 |
| 1984年 | スターマン/愛・宇宙はるかに/Starman | ジョン・カーペンター                        | コロンビア ピクチャーズ                                         | $24,000,000 | $28,700,000  |
| 1985年 | グーニーズ/The Goonies | リチャード・ドナー                          | ワーナー・ブラザース                                            | $19,000,000 | $61,500,000  |
| 1985年 | コクーン/Cocoon | ロン・ハワード                              | 20世紀フォックス                                                | $17,500,000 | $85,300,000  |
| 1985年 | バック・トゥ・ザ・フューチャー/Back to the Future | ロバート・ゼメキス                          | ユニバーサル・ピクチャーズ                                      | $19,000,000 | $389,100,000 |
| 1985年 | エクスプロラーズ/Explorers | ジョー・ダンテ                              | パラマウント・ピクチャーズ                                      | $25,000,000 | $9,900,000   |
| 1985年 | ミシマ:ア・ライフ・イン・フォー・チャプターズ/Mishima: A Life in Four Chapters                                                                                              | ポール・シュレイダー                        | ワーナー・ブラザース ルーカスフィルム                           | $5,000,000  | $502,758     |
| 1985年 | ヤング・シャーロック/ピラミッドの謎/Young Sherlock Holmes | バリー・レヴィンソン                        | パラマウント・ピクチャーズ                                      | $18,000,000 | $19,000,000  |
| 1985年 | 愛と哀しみの果て/Out of Africa | シドニー・ポラック                          | ユニバーサル・ピクチャーズ                                      | $28,000,000 | $128,500,000 |
| 1985年 | 第5惑星/Enemy Mine | ウォルフガング・ペーターゼン                | 20世紀フォックス                                                | $29,000,000 | $12,000,000  |
| 1986年 | マネー・ピット/The Money Pit | リチャード・ベンジャミン                    | ユニバーサル・ピクチャーズ                                      | $10,000,000 | $54,000,000  |
| 1986年 | ラビリンス/魔王の迷宮/Labyrinth | ジム・ヘンソン                              | トライスター ピクチャーズ ルーカスフィルム                      | $27,680,000 | $11,600,000  |
| 1986年 | ハワード・ザ・ダック/暗黒魔王の陰謀/Howard the Duck | ウィラード・ハイク                          | ユニバーサル・ピクチャーズ ルーカスフィルム                     | $37,000,000 | $38,000,000  |
| 1986年 | スタートレックIV 故郷への長い道/Star Trek IV: The Voyage Home | レナード・ニモイ                            | パラマウント・ピクチャーズ                                      | $21,000,000 | $133,000,000 |
| 1986年 | ゴールデン・チャイルド/The Golden Child | マイケル・リッチー                          | パラマウント・ピクチャーズ                                      | $25,000,000 | $79,800,000  |
| 1987年 | ハリーとヘンダスン一家/Harry and the Hendersons | ウィリアム・ディア                          | ユニバーサル・ピクチャーズ                                      | $16,000,000 | $49,000,000  |
| 1987年 | イーストウィックの魔女たち/The Witches of Eastwick | ジョージ・ミラー                            | ワーナー・ブラザース                                            | $22,000,000 | $63,800,000  |
| 1987年 | インナースペース/Innerspace | ジョー・ダンテ                              | ワーナー・ブラザース                                            | $27,000,000 | $25,000,000  |
| 1987年 | 太陽の帝国/Empire of the Sun | スティーヴン・スピルバーグ                  | ワーナー・ブラザース                                            | $35,000,000 | $22,200,000  |
| 1987年 | ニューヨーク東8番街の奇跡/Batteries Not Included | マシュー・ロビンス                          | ユニバーサル・ピクチャーズ                                      | $25,000,000 | $65,100,000  |
| 1987年 | スペースボール/Spaceballs | メル・ブルックス                            | メトロ・ゴールドウィン・メイヤー                                | $22.700,000 | $38,100,000  |
| 1988年 | ウィロー/Willow | ロン・ハワード                              | メトロ・ゴールドウィン・メイヤー ルーカスフィルム               | $35,000,000 | $57,300,000  |
| 1988年 | ロジャー・ラビット/Who Framed Roger Rabbit | ロバート・ゼメキス                          | タッチストーン・ピクチャーズ                                    | $58,000,000 | $329,800,000 |
| 1988年 | ボールズ・ボールズ2／成金ゴルフマッチ/Caddyshack II | アラン・アーカッシュ                        | ワーナー・ブラザース                                            | $20,000,000 | $11,800,000  |
| 1988年 | 最後の誘惑/The Last Temptation of Christ | マーティン・スコセッシ                      | ユニバーサルピクチャーズ                                        | $7,000,000  | $8,400,000   |
| 1988年 | タッカー/Tucker: The Man and His Dream | フランシス・フォード・コッポラ              | パラマウント・ピクチャーズ ルーカスフィルム                     | $24,000,000 | $19,700,000  |
| 1988年 | コクーン2/遥かなる地球/Cocoon: The Return | ダニエル・ペトリー                          | 20世紀フォックス                                                | $17,500,000 | $25,000,000  |
| 1989年 | メイフィールドの怪人たち/The 'Burbs | ジョー・ダンテ                              | ユニバーサル・ピクチャーズ                                      | $18,000,000 | $49,000,000  |
| 1989年 | スキン・ディープ/Skin Deep | ブレイク・エドワーズ                        | 20世紀フォックス                                                | $9,000,000  | $19,000,000  |
| 1989年 | フィールド・オブ・ドリームス/Field of Dreams | フィル・アルデン・ロビンソン                | ユニバーサル・ピクチャーズ カロルコ・ピクチャーズ               | $15,000,000 | $84,400,000  |
| 1989年 | インディ・ジョーンズ/最後の聖戦/Indiana Jones and the Last Crusade | スティーヴン・スピルバーグ                  | パラマウント・ピクチャーズ ルーカスフィルム                     | $48,000,000 | $474,200,000 |
| 1989年 | ゴーストバスターズ2/Ghostbusters II | アイヴァン・ライトマン                      | コロンビア ピクチャーズ                                         | $37,000,000 | $215,400,000 |
| 1989年 | アビス/The Abyss | ジェームズ・キャメロン                      | 20世紀フォックス                                                | $70,000,000 | $90,000,000  |
| 1989年 | バック・トゥ・ザ・フューチャー PART2/Back to the Future Part II | ロバート・ゼメキス                          | ユニバーサル・ピクチャーズ                                      | $40,000,000 | $332,000,000 |
| 1989年 | オールウェイズ/Always | スティーヴン・スピルバーグ                  | ユニバーサル・ピクチャーズ                                      | $31,000,000 | $74,000,000  |

#### 1990年代
| 年     | 邦題/原題                                                                                 | 監督                           | スタジオ & 配給 | 予算         | 興行収入       |
| ------ | ----------------------------------------------------------------------------------------- | ------------------------------ | --- | ------------ | -------------- |
| 1990年 | レッド・オクトーバーを追え!/The Hunt for Red October                                      | ジョン・マクティアナン         | パラマウント・ピクチャーズ | $30,000,000  | $200,500,000   |
| 1990年 | ジョー、満月の島へ行く/Joe Versus the Volcano                                             | ジョン・パトリック・シャンリィ | ワーナー・ブラザース | $25,000,000  | $39,000,000    |
| 1990年 | バック・トゥ・ザ・フューチャー PART3/Back to the Future Part III                          | ロバート・ゼメキス             | ユニバーサル・ピクチャーズ | $40,000,000  | $244,500,000   |
| 1990年 | トータル・リコール/Total Recall                                                           | ポール・バーホーベン           | トライスター ピクチャーズ | $50,000,000  | $300,000,000   |
| 1990年 | ダイ・ハード2/Die Hard 2                                                                  | レニー・ハーリン               | 20世紀フォックス | $70,000,000  | $240,000,000   |
| 1990年 | ゴースト/ニューヨークの幻/Ghost                                                           | ジェリー・ザッカー             | パラマウント・ピクチャーズ | $22,000,000  | $505,700,000   |
| 1990年 | アラクノフォビア/Arachnophobia                                                            | フランク・マーシャル           | ハリウッド・ピクチャーズ | $31,000,000  | $53,200,000    |
| 1990年 | 夢/Dreams                                                                                 | 黒澤明 本多猪四郎              | ワーナー・ブラザース | $12,000,000  | $2,000,000     |
| 1990年 | ゴッドファーザー PART III/The Godfather Part III                                          | フランシス・フォード・コッポラ | パラマウント・ピクチャーズ | $54,000,000  | $136,800,000   |
| 1991年 | イントルーダー 怒りの翼/Flight of the Intruder                                            | ジョン・ミリアス               | パラマウント・ピクチャーズ | $35,000,000  | $14,000,000    |
| 1991年 | ドアーズ/The Doors                                                                        | オリバー・ストーン             | トライスター ピクチャーズ | $38,000,000  | $34,400,000    |
| 1991年 | スウィッチ/素敵な彼女?/Switch                                                             | ブレイク・エドワーズ           | ワーナー・ブラザース | $15,000,000  | $15,500,000    |
| 1991年 | バックドラフト/Backdraft                                                                  | ロン・ハワード                 | ユニバーサル・ピクチャーズ | $75,000,000  | $152.3 million |
| 1991年 | ハドソン・ホーク/Hudson Hawk                                                              | マイケル・レーマン             | トライスター ピクチャーズ | $65,000,000  | $17,200,000    |
| 1991年 | ロケッティア/The Rocketeer                                                                | ジョー・ジョンストン           | ウォルト・ディズニー・ピクチャーズ タッチストーン・ピクチャーズ                                                                | $40,000,000  | $46,700,000    |
| 1991年 | ターミネーター2/Terminator 2: Judgment Day                                                | ジェームズ・キャメロン         | トライスター ピクチャーズ ライトストーム・エンターテインメント カロルコ・ピクチャーズ パシフィック・ウエスタン・プロダクション | $94,000,000  | $519,800,000   |
| 1991年 | フック/Hook                                                                               | スティーヴン・スピルバーグ     | トライスター ピクチャーズ アンブリン・エンターテインメント                                                                     | $70,000,000  | $300,900,000   |
| 1991年 | スタートレックVI 未知の世界/Star Trek VI: The Undiscovered Country                        | ニコラス・メイヤー             | パラマウント・ピクチャーズ | $27,000,000  | $96,900,000    |
| 1992年 | 透明人間/Memoirs of an Invisible Man                                                      | ジョン・カーペンター           | ワーナー・ブラザース | $40,000,000  | $14,400,000    |
| 1992年 | 永遠に美しく…/Death Becomes Her                                                           | ロバート・ゼメキス             | ユニバーサル・ピクチャーズ | $55,000,000  | $149,000,000   |
| 1993年 | 生きてこそ/Alive                                                                          | フランク・マーシャル           | タッチストーン・ピクチャーズ パラマウント・ピクチャーズ                                                                        | $32,000,000  | $36,700,000    |
| 1993年 | ファイヤー・イン・ザ・スカイ/未知からの生還/Fire in the Sky                               | ロバート・リーバーマン         | パラマウント・ピクチャーズ | $15,000,000  | $19.9 million  |
| 1993年 | ジュラシック・パーク/Jurassic Park                                                        | スティーヴン・スピルバーグ     | ユニバーサル・ピクチャーズ アンブリン・エンターテインメント                                                                    | $63,000,000  | $1.046 billion |
| 1993年 | ラスト・アクション・ヒーロー /Last Action Hero                                            | ジョン・マクティアナン         | コロンビア ピクチャーズ ソニー・ピクチャーズ エンタテインメント                                                                | $85,000,000  | $137,300,000   |
| 1993年 | ライジング・サン/Rising Sun                                                               | フィリップ・カウフマン         | 20世紀フォックス | $35,000,000  | $107,200,000   |
| 1993年 | スーパーヒーロー/メテオマン/The Meteor Man                                                | ロバート・タウンゼント         | メトロ・ゴールドウィン・メイヤー                                                                                               | $30,000,000  | $8,000,000     |
| 1993年 | マンハッタン殺人ミステリー/Manhattan Murder Mystery                                       | ウディ・アレン                 | トライスター ピクチャーズ ソニー・ピクチャーズ エンタテインメント                                                              | $13,500,000  | $11,000,000    |
| 1993年 | 冷たい月を抱く女/Malice                                                                   | ハロルド・ベッカー             | コロンビア ピクチャーズ ニュー・ライン・シネマ                                                                                 | $20,000,000  | $46,000,000    |
| 1993年 | くるみ割り人形/The Nutcracker                                                             | エミール・アルドリーノ         | ワーナー・ブラザース | $19,000,000  | $2,000,000     |
| 1993年 | シンドラーのリスト/Schindler's List                                                       | スティーヴン・スピルバーグ     | ユニバーサル・ピクチャーズ | $22,000,000  | $322,100,000   |
| 1994年 | 未来は今/The Hudsucker Proxy                                                              | ジョエル・コーエン             | ワーナー・ブラザース ユニバーサル・ピクチャーズ                                                                                | $25,000,000  | $2,800,000     |
| 1994年 | フォレスト・ガンプ/一期一会/Forrest Gump                                                  | ロバート・ゼメキス             | パラマウント・ピクチャーズ | $55,000,000  | $677,900,000   |
| 1994年 | マーヴェリック/Maverick                                                                   | リチャード・ドナー             | ワーナー・ブラザース | $75,000,000  | $183,000,000   |
| 1994年 | フリントストーン/モダン石器時代/The Flintstones                                           | ブライアン・レヴァント         | ユニバーサル・ピクチャーズ | $46,000,000  | $341,600,000   |
| 1994年 | ウルフ/Wolf                                                                               | マイク・ニコルズ               | コロンビア ピクチャーズ | $70,000,000  | $131,000,000   |
| 1994年 | 赤ちゃんのおでかけ/Baby's Day Out                                                         | パトリック・リード・ジョンソン | 20世紀フォックス | $48,000,000  | $16,800,000    |
| 1994年 | マスク/The Mask                                                                           | チャック・ラッセル             | ニュー・ライン・シネマ | $23,000,000  | $351,600,000   |
| 1994年 | 笑撃生放送! ラジオ殺人事件/Radioland Murders                                              | メル・スミス                   | ユニバーサル・ピクチャーズ ルーカスフィルム                                                                                    | $15,000,000  | $1,300,000     |
| 1994年 | ディスクロージャー/Disclosure                                                             | バリー・レヴィンソン           | ワーナー・ブラザース | $55,000,000  | $214,000,000   |
| 1994年 | スタートレック ジェネレーションズ/Star Trek Generations                                   | デヴィッド・カーソン           | パラマウント・ピクチャーズ | $35,000,000  | $118,000,000   |
| 1994年 | マウス・オブ・マッドネス/In the Mouth of Madness                                          | ジョン・カーペンター           | ニュー・ライン・シネマ | $8,000,000   | $8.9 million   |
| 1995年 | 光る眼/Village of the Damned                                                              | ジョン・カーペンター           | ユニバーサル・ピクチャーズ | $22,000,000  | $9.4 million   |
| 1995年 | コンゴ/Congo                                                                              | フランク・マーシャル           | パラマウント・ピクチャーズ | $50,000,000  | $152,000,000   |
| 1995年 | リトル・ヒーロー/The Indian in the Cupboard                                               | フランク・オズ                 | パラマウント・ピクチャーズ コロンビア ピクチャーズ                                                                             | $45,000,000  | $35,000,000    |
| 1995年 | キャスパー/Casper                                                                         | ブラッド・シルバーリング       | ユニバーサル・ピクチャーズ | $55,000,000  | $287,900,000   |
| 1995年 | ジュマンジ/Jumanji                                                                        | ジョー・ジョンストン           | トライスター ピクチャーズ | $65,000,000  | $262,800,000   |
| 1995年 | アメリカン・プレジデント/The American President                                           | ロブ・ライナー                 | コロンビア ピクチャーズ ユニバーサル・ピクチャーズ                                                                             | $62,000,000  | $107,000,000   |
| 1995年 | サブリナ/Sabrina                                                                          | シドニー・ポラック             | パラマウント・ピクチャーズ | $50,000,000  | $53,000,000    |
| 1996年 | ツイスター/Twister                                                                        | ヤン・デ・ボン                 | ワーナー・ブラザース ユニバーサル・ピクチャーズ                                                                                | $92,000,000  | $494,400,000   |
| 1996年 | ミッション:インポッシブル/Mission: Impossible                                             | ブライアン・デ・パルマ         | パラマウント・ピクチャーズ | $80,000,000  | $457,700,000   |
| 1996年 | ドラゴンハート/DragonHeart                                                                | ロブ・コーエン                 | ユニバーサル・ピクチャーズ | $57,000,000  | $115,000,000   |
| 1996年 | イレイザー/Eraser                                                                         | チャック・ラッセル             | ワーナー・ブラザース | $100,000,000 | $242,300,000   |
| 1996年 | トリガー・エフェクト/The Trigger Effect                                                   | デヴィッド・コープ             | グラマシー・ピクチャーズ | $8,000,000   | $3,000,000     |
| 1996年 | スリーパーズ/Sleepers                                                                     | バリー・レヴィンソン           | ワーナー・ブラザース ユニバーサル・ピクチャーズ                                                                                | $44,000,000  | $165,600,000   |
| 1996年 | スタートレック ファーストコンタクト/Star Trek: First Contact                              | ジョナサン・フレイクス         | パラマウント・ピクチャーズ | $45,000,000  | $146,000,000   |
| 1996年 | 101/101 Dalmatians                                                                        | スティーヴン・ヘレク           | ウォルト・ディズニー・ピクチャーズ                                                                                             | $75,000,000  | $320,600,000   |
| 1996年 | デイライト/Daylight                                                                       | ロブ・コーエン                 | ユニバーサル・ピクチャーズ | $80,000,000  | $159,200,000   |
| 1996年 | マーズ・アタック!/Mars Attacks!                                                           | ティム・バートン               | ワーナー・ブラザース | $70,000,000  | $101,300,000   |
| 1997年 | ロスト・ワールド/ジュラシック・パーク/The Lost World: Jurassic Park                       | スティーヴン・スピルバーグ     | ユニバーサル・ピクチャーズ アンブリン・エンターテインメント                                                                    | $75,000,000  | $618,600,000   |
| 1997年 | スピード2/Speed 2: Cruise Control                                                         | ヤン・デ・ボン                 | 20世紀フォックス | $110,000,000 | $164,500,000   |
| 1997年 | メン・イン・ブラック/Men in Black                                                         | バリー・ソネンフェルド         | コロンビア ピクチャーズ ソニー・ピクチャーズ エンタテインメント                                                                | $90,000,000  | $589,400,000   |
| 1997年 | コンタクト/Contact                                                                        | ロバート・ゼメキス             | ワーナー・ブラザース | $90,000,000  | $171,100,000   |
| 1997年 | スポーン/Spawn                                                                            | マーク・A・Z・ディッペ         | ニュー・ライン・シネマ | $40,000,000  | $87,800,000    |
| 1997年 | スターシップ・トゥルーパーズ/Starship Troopers                                            | ポール・バーホーベン           | トライスター ピクチャーズ タッチストーン・ピクチャーズ                                                                         | $105,000,000 | $121,200,000   |
| 1997年 | 真夜中のサバナ/Midnight in the Garden of Good and Evil                                    | クリント・イーストウッド       | ワーナー・ブラザース | $30,000,000  | $25,100,000    |
| 1997年 | フラバー/Flubber                                                                          | レス・メイフィールド           | ウォルト・ディズニー・ピクチャーズ                                                                                             | $80,000,000  | $177,900,000   |
| 1997年 | アミスタッド/Amistad                                                                      | スティーヴン・スピルバーグ     | ドリームワークス・ピクチャーズ                                                                                                 | $36,000,000  | $44,200,000    |
| 1997年 | 地球は女で回ってる/Deconstructing Harry                                                   | ウディ・アレン                 | ファイン・ライン・ピクチャーズ                                                                                                 | $20,000,000  | $10,000,000    |
| 1997年 | タイタニック/Titanic                                                                      | ジェームズ・キャメロン         | パラマウント・ピクチャーズ 20世紀フォックス ライトストーム・エンターテインメント                                               | $200,000,000 | $2,256,000,000 |
| 1998年 | ザ・グリード/Deep Rising                                                                  | スティーヴン・ソマーズ         | ハリウッド・ピクチャーズ | $45,000,000  | $11,200,000    |
| 1998年 | マーキュリー・ライジング/Mercury Rising                                                   | ハロルド・ベッカー             | ユニバーサル・ピクチャーズ | $60,000,000  | $93,000,000    |
| 1998年 | ディープ・インパクト/Deep Impact                                                          | ミミ・レダー                   | パラマウント・ピクチャーズ ドリームワークス・ピクチャーズ                                                                      | $80,000,000  | $349,400,000   |
| 1998年 | スモール・ソルジャーズ/Small Soldiers                                                     | ジョー・ダンテ                 | ドリームワークス・ピクチャーズ ユニバーサル・ピクチャーズ                                                                      | $40,000,000  | $54,700,000    |
| 1998年 | プライベート・ライアン/Saving Private Ryan                                                | スティーヴン・スピルバーグ     | ドリームワークス・ピクチャーズ パラマウント・ピクチャーズ                                                                      | $70,000,000  | $481,800,000   |
| 1998年 | スネーク・アイズ/Snake Eyes                                                               | ブライアン・デ・パルマ         | パラマウント・ピクチャーズ タッチストーン・ピクチャーズ                                                                        | $73,000,000  | $103,800,000   |
| 1998年 | リーチ・ザ・ロック/Reach the Rock                                                         | ウィリアム・ライアン           | グラマシー・ピクチャーズ ユニバーサル・ピクチャーズ                                                                            | TBC          | $4,960         |
| 1998年 | ジョー・ブラックをよろしく/Meet Joe Black                                                 | マーティン・ブレスト           | ユニバーサル・ピクチャーズ | $90,000,000  | $142,000,000   |
| 1998年 | セレブリティ/Celebrity                                                                    | ウディ・アレン                 | ミラマックス・フィルム | $12,000,000  | $5,000,000     |
| 1998年 | ジャック・フロスト/パパは雪だるま/Jack Frost                                              | トロイ・ミラー                 | ワーナー・ブラザース | $85,000,000  | $34,600,000    |
| 1998年 | マイティ・ジョー/Mighty Joe Young                                                         | ロン・アンダーウッド           | ウォルト・ディズニー・ピクチャーズ                                                                                             | $90,000,000  | $50,000,000    |
| 1999年 | 遠い空の向こうに/October Sky                                                              | ジョー・ジョンストン           | ユニバーサル・ピクチャーズ | $25,000,000  | $34,700,000    |
| 1999年 | ハムナプトラ/失われた砂漠の都/The Mummy                                                   | スティーヴン・ソマーズ         | ユニバーサル・ピクチャーズ | $80,000,000  | $415,900,000   |
| 1999年 | スター・ウォーズ エピソード1/ファントム・メナス/Star Wars: Episode I - The Phantom Menace | ジョージ・ルーカス             | 20世紀フォックス ルーカスフィルム                                                                                              | $115,000,000 | $1,027,000,000 |
| 1999年 | ワイルド・ワイルド・ウエスト/Wild Wild West                                               | バリー・ソネンフェルド         | ワーナー・ブラザース | $170,000,000 | $222,100,000   |
| 1999年 | ホーンティング/The Haunting                                                               | ヤン・デ・ボン                 | ドリームワークス・ピクチャーズ                                                                                                 | $80,000,000  | $177,300,000   |
| 1999年 | ディープ・ブルー/Deep Blue Sea                                                            | レニー・ハーリン               | ワーナー・ブラザース | $60,000,000  | $164,600,000   |
| 1999年 | 救命士/Bringing Out the Dead                                                              | マーティン・スコセッシ         | パラマウント・ピクチャーズ タッチストーン・ピクチャーズ                                                                        | $55,000,000  | $16,800,000    |
| 1999年 | スリーピー・ホロウ/Sleepy Hollow                                                          | ティム・バートン               | パラマウント・ピクチャーズ | $100,000,000 | $206,000,000   |
| 1999年 | グリーンマイル/The Green Mile                                                             | フランク・ダラボン             | ワーナー・ブラザース ユニバーサル・ピクチャーズ                                                                                | $60,000,000  | $290,700,000   |
| 1999年 | マグノリア/Magnolia                                                                       | ポール・トーマス・アンダーソン | ニュー・ライン・シネマ | $37,000,000  | $48,500,000    |
| 1999年 | ヒマラヤ杉に降る雪/Snow Falling on Cedars                                                 | スコット・ヒックス             | ユニバーサル・ピクチャーズ | $35,000,000  | $23,000,000    |
| 1999年 | ギャラクシー・クエスト/Galaxy Quest                                                       | ディーン・パリソット           | ドリームワークス・ピクチャーズ                                                                                                 | $45,000,000  | $90,700,000    |
| 1999年 | ギター弾きの恋/Sweet and Lowdown                                                          | ウディ・アレン                 | ソニー・ピクチャーズ クラシックス                                                                                              | $29,700,000  | $4,000,000     |

#### 2000年代
- 2000年
  - ミッション・トゥ・マーズ
  - パーフェクト ストーム（アカデミー視覚効果賞ノミネート）
  - スペース・カウボーイ
  - ポロック 2人だけのアトリエ
  - ペイ・フォワード 可能の王国
- 2001年
  - プレッジ
  - スウィート・ノベンバー
  - ハムナプトラ2/黄金のピラミッド
  - A.I.（アカデミー視覚効果賞ノミネート）
  - PLANET OF THE APES/猿の惑星
  - ハリー・ポッターと賢者の石
  - パール・ハーバー（アカデミー視覚効果賞ノミネート）
  - ジュラシック・パークIII
  - マジェスティック
- 2002年
  - マイノリティ・リポート
  - タイムマシン
  - ビッグ・トラブル (2002年の映画)
  - ボーン・アイデンティティー
  - ハリー・ポッターと秘密の部屋
  - スター・ウォーズ エピソード2/クローンの攻撃（アカデミー視覚効果賞ノミネート）
  - メン・イン・ブラック2
  - K-19
  - サイン
  - ブラッド・ワーク
  - パンチドランク・ラブ
  - ギャング・オブ・ニューヨーク
  - ティアーズ・オブ・ザ・サン
- 2003年
  - ドリームキャッチャー
  - リーグ・オブ・レジェンド/時空を超えた戦い
  - ターミネーター3
  - パイレーツ・オブ・カリビアン/呪われた海賊たち
  - ハルク
  - マトリックス リローデッド
  - マトリックス レボリューションズ
  - レジェンド・オブ・メキシコ/デスペラード
  - マスター・アンド・コマンダー
  - タイムライン
  - ふたりにクギづけ
  - ピーター・パン
- 2004年
  - ポリーmy love
  - デイ・アフター・トゥモロー
  - ハリー・ポッターとアズカバンの囚人（アカデミー視覚効果賞ノミネート）
  - ヴァン・ヘルシング
  - リディック
  - ボーン・スプレマシー
  - ヴィレッジ
  - スカイキャプテン ワールド・オブ・トゥモロー
  - レモニー・スニケットの世にも不幸せな物語
- 2005年
  - スター・ウォーズ エピソード3/シスの復讐
  - 宇宙戦争（アカデミー視覚効果賞ノミネート）
  - マスク2
  - キャプテン・ウルフ
  - シャークボーイ&マグマガール 3-D
  - ハリー・ポッターと炎のゴブレット
  - ナルニア国物語/第1章:ライオンと魔女
  - 悪魔の棲む家
  - トリプルX ネクスト・レベル
  - ハービー/機械じかけのキューピッド
  - アイランド
  - ジャーヘッド
  - ミュンヘン
- 2006年
  - 南極物語
  - ポセイドン（アカデミー視覚効果賞ノミネート）
  - ミッション:インポッシブル3
  - パイレーツ・オブ・カリビアン/デッドマンズ・チェスト（アカデミー視覚効果賞受賞）
  - レディ・イン・ザ・ウォーター
  - エラゴン 遺志を継ぐ者
  - ナイトメアー・ビフォア・クリスマス ディズニー・デジタル3D
- 2007年
  - パイレーツ・オブ・カリビアン/ワールド・エンド（アカデミー視覚効果賞ノミネート）
  - トランスフォーマー（アカデミー視覚効果賞ノミネート）
  - エバン・オールマイティ
  - ハリー・ポッターと不死鳥の騎士団
  - ラッシュアワー3
  - 大いなる陰謀
  - ナショナル・トレジャー リンカーン暗殺者の日記
  - ゼア・ウィル・ビー・ブラッド
- 2008年
  - スパイダーウィックの謎
  - インディ・ジョーンズ/クリスタル・スカルの王国
  - スピード・レーサー
  - ハプニング
  - アイアンマン（アカデミー視覚効果賞ノミネート）
  - トワイライト〜初恋〜
  - セントアンナの奇跡
- 2009年
  - スター・トレック
  - お買いもの中毒な私!
  - ターミネーター4
  - トランスフォーマー: リベンジ
  - ハリー・ポッターと謎のプリンス
  - アバター

#### 2010年代
- 2010年
  - アイアンマン2
  - エアベンダー
- 2011年
  - アイ・アム・ナンバー4
  - パイレーツ・オブ・カリビアン/生命の泉
  - SUPER8/スーパーエイト
  - トランスフォーマー/ダークサイド・ムーン
  - カウボーイ & エイリアン 
  - ヒューゴの不思議な発明
  - ミッション：インポッシブル/ゴースト・プロトコル
- 2012年
  - レッド・テイルズ
  - バトルシップ
  - アベンジャーズ
  - クラウド アトラス
  - パラノーマル・アクティビティ4
- 2013年
  - G.I.ジョー バック2リベンジ
  - スター・トレック イントゥ・ダークネス
  - ローン・レンジャー
  - パシフィック・リム
  - REDリターンズ
  - 華麗なるギャツビー
  - グランド・イリュージョン
- 2014年
  - キャプテン・アメリカ/ウィンター・ソルジャー
  - ノア 約束の舟
  - トランスフォーマー/ロストエイジ
  - ミュータント・タートルズ
  - LUCY/ルーシー
  - グローリー/明日への行進
- 2015年
  - アベンジャーズ/エイジ・オブ・ウルトロン
  - トゥモローランド
  - ジュピター
  - ジュラシック・ワールド
  - ターミネーター:新起動/ジェニシス
  - アントマン
  - 007 スペクター
  - オデッセイ
  - レヴェナント: 蘇えりし者
  - スター・ウォーズ/フォースの覚醒
- 2016年
  - 13時間 ベンガジの秘密の兵士
  - シビル・ウォー/キャプテン・アメリカ
  - ウォークラフト
  - ミュータント・ニンジャ・タートルズ：影＜シャドウズ＞
  - BFG: ビッグ・フレンドリー・ジャイアント（コンセプトデザイン）
  - ジェイソン・ボーン
  - バーニング・オーシャン
  - ドクター・ストレンジ
  - ローグ・ワン/スター・ウォーズ・ストーリー
  - 沈黙 -サイレンス-
  - グレートウォール
- 2017年
  - キングコング:髑髏島の巨神
  - ライフ
  - オンリー・ザ・ブレイブ
  - パイレーツ・オブ・カリビアン/最後の海賊
  - ザ・マミー/呪われた砂漠の王女
  - トランスフォーマー/最後の騎士王
  - スパイダーマン:ホームカミング
  - ヴァレリアン 千の惑星の救世主
  - マザー!
  - 最初に父が殺された
  - マイティ・ソー/バトルロイヤル
  - ダウンサイズ
  - スター・ウォーズ/最後のジェダイ
- 2018年
  - ブラックパンサー
  - リンクル・イン・タイム
  - レディ・プレイヤー1
  - クワイエット・プレイス
  - アベンジャーズ/インフィニティ・ウォー
  - ハン・ソロ/スター・ウォーズ・ストーリー
  - ジュラシック・ワールド/炎の王国
  - アントマン&ワスプ
  - バード・ボックス
  - スカイスクレイパー
  - アクアマン
  - バンブルビー
  - バード・ボックス
- 2019年
  - キャプテン・マーベル
  - アス
  - アベンジャーズ/エンドゲーム
  - アラジン
  - スパイダーマン:ファー・フロム・ホーム
  - ターミネーター:ニュー・フェイト
  - アイリッシュマン
  - 6アンダーグラウンド
  - スター・ウォーズ/スカイウォーカーの夜明け

#### 2020年代
- 2020年
  - アルテミスと妖精の身代金
  - ミッドナイト・スカイ
  - Mank/マンク
  - ヒーローキッズ
- 2021年
  - カオス・ウォーキング
  - 星の王子 ニューヨークへ行く2
  - オハナ
  - クワイエット・プレイス 破られた沈黙
  - ワイルド・スピード/ジェットブレイク
  - ブラック・ウィドウ
  - スペース・プレイヤーズ
  - ジャングル・クルーズ
  - 007/ノー・タイム・トゥ・ダイ
  - エターナルズ
- 2022年
  - THE BATMAN-ザ・バットマン-
  - ドクター・ストレンジ/マルチバース・オブ・マッドネス
  - ジュラシック・ワールド/新たなる支配者
  - ソー:ラブ&サンダー
  - ブラックパンサー/ワカンダ・フォーエバー
  - アバター:ウェイ・オブ・ウォーター
- 2023年
  - アントマン&ワスプ クアントマニア
  - ガーディアンズ・オブ・ギャラクシー:VOLUME 3
  - インディ・ジョーンズと運命のダイヤル
  - ザ・クリエイター/創造者
  - マーベルズ
  - アクアマン 失われた王国
- 2024年
  - ロードハウス/孤独の街
  - アトラス
  - クワイエット・プレイス:DAY 1
  - ツイスターズ
  - デッドプール&ウルヴァリン
  - エイリアン:ロムルス
  - レズ・ボール（英語版）
  - ジョーカー:フォリ・ア・ドゥ
  - ヴェノム:ザ・ラストダンス
  - ブリッツ ロンドン大空襲
  - グラディエーターII 英雄を呼ぶ声
  - ウィキッド ふたりの魔女
  - ソニック×シャドウ TOKYO MISSION
- 2025年
  - スーパーマン

## アニメーション
| 年     | 邦題/原題                                | 監督                   | スタジオ & 配給            | 予算         | 興行収入     |
| ------ | ---------------------------------------- | ---------------------- | -------------------------- | ------------ | ------------ |
| 2011年 | ランゴ/Rango                             | ゴア・ヴァービンスキー | パラマウント・ピクチャーズ | $135,000,000 | $245,700,000 |
| 2024年 | ウルトラマン: ライジング/Ultraman rising | シャノン・ティンドル   | Netflix                    | TBA          | N/A          |

## テレビジョン

### テレビシリーズ
- 2014年
  - エージェント・カーター
- 2018年
  - 1983
- 2019年
  - クリプトン（シーズン2に参加[51]）
  - マンダロリアン（シーズン1より参加）
- 2020年
  - ザ・ボーイズ（シーズン2に参加）
- 2021年
  - ワンダヴィジョン
  - 地下鉄道 ～自由への旅路～
  - ロキ